# حمام وزیر
حمام وزیر مربوط به دوره صفوی است و در اصفهان، خیابان عبدالرزاق، بازار محمد جعفر آباده‌ای واقع شده و این اثر در تاریخ ۱۸ مهر ۱۳۷۵ با شمارهٔ ثبت ۱۷۵۳ به‌عنوان یکی از آثار ملی ایران به ثبت رسیده‌است.